# Зеда-Квіріке
Зеда-Квіріке (груз. ზედა კვირიკე) — село в Грузії.
За даними перепису населення 2014 року в селі проживає 490 осіб.